# Cardioglossa elegans
Cardioglossa elegans Boulenger, 1906 è un anfibio anuro, appartenente alla famiglia degli Artroleptidi.

## Distribuzione e habitat
È presente nel Camerun occidentale attraverso la Guinea equatoriale fino al Gabon centrale in aree collinari e boschive al di sotto dei 1000 m di altitudine.